# Bisintis (biskup koptyjski)
Bisintis (ur. 8 czerwca 1941 w Gizie) – duchowny Koptyjskiego Kościoła Ortodoksyjnego, od 1988 biskup Heluanu.

## Życiorys
19 stycznia 1962 przyjął święcenia diakonatu. 25 sierpnia 1971 złożył śluby zakonne. Święcenia kapłańskie przyjął 12 listopada 1972. Sakrę biskupią otrzymał 22 czerwca 1986. 29 maja 1988 został mianowany biskupem Heluanu.